# ورنویل ان حالاته
ورنویل ان حالاته (به فرانسوی: Verneuil-en-Halatte) یک کامین در فرانسه است که در Canton of Pont-Sainte-Maxence واقع شده‌است.

## خصوصیات
ورنویل ان حالاته ۲۲٫۲۶ کیلومترمربع مساحت و ۴٬۳۴۹ نفر جمعیت دارد.